# Ремезовцы
Ремезовцы (укр. Ремезівці) — село в Поморянской поселковой общине Золочевского района Львовской области Украины.
Население по переписи 2001 года составляло 1098 человек. Население по данным 2021 года составляло 955 человек. Занимает площадь 4,743 км². Почтовый индекс — 80755. Телефонный код — 3265.